# 法国司法体制
法国的司法体制主要有司法行政机构和司法机关。
最高司法行政权由最高司法委员会行使，总统担任主席，副主席是司法部长。下面是司法部。二者负责法国的司法行政权。
法国的法院系统分为普通法院和行政法院，互不隶属，各自独立行使司法权。普通法院由基层法院、中级法院和最高法院组成。基层法院包括初审法院、大审法院、违警罪法院和专门法院。行政法院包括中央的最高行政法院和地方的行政法院，以及专门的行政法院，如审计法庭等。
法国没有独立的检察机关，而是附设在法院内。检察院分为大审检察院、上诉检察院和最高检察院三级。
律师和陪审团也是法国司法体制一部分。